# Thomas Aubert (navegante)
Thomas Aubert era natural de Rouen, Normandía, Francia, fue un navegante del puerto de Dieppe y uno de los primeros exploradores franceses del Nuevo Mundo. Su esposa se llamaba Jeanne Bran.

## Historia
En 1508, probablemente en compañía de Giovanni da Verrazano, se embarcó hacia la costa de Norteamérica como capitán en un barco llamado "Pensamiento", equipado por el armador Jean Ango (padre). Asimismo, probablemente durante una expedición de pesca, exploró la región de Terranova y la desembocadura del río San Lorenzo, en la actual Canadá.
La parte oriental de la isla de Terranova ya había sido descubierto desde hace unos años por los marineros de Normandía y Bretaña, que ahí pescaban bacalao. Esta zona también había sido visitada en 1506 por el piloto Jehan Denis (Jean Denis).
Después de capturar siete nativos, Thomas Aubert volvió a Dieppe, donde erróneamente se convencen de que es uno de los primeros marinos en descubrir un pasaje a las regiones asiáticas (el sueño de cualquier explorador de la época).
A su regreso en 1509, desembarcó en Normandía llevando a bordo a los siete indígenas de la tribu de Mi'kmaq, vestidos con sus ropas tradicionales, llevando sus armas y canoas con ellos (cuyas impresiones nos ha dejado Robert Estienne en una descripción de América), luego fueron bautizados, al ser presentados en Rouen en 1512, obteniendo un gran interés de la población y de la Iglesia. Del mismo modo, Thomas Aubert informó que las regiones exploradas podrían proporcionar ricas pieles, los mares vecinos eran ricos en pesca de bacalao y otros peces, que serían un elemento inagotable de riquezas, por los beneficios que proporcionarían.
Por lo tanto, los reyes Luis XII de Francia y Francisco I de Francia comenzaron a instruir a los navegantes franceses hacia la conquista de nuevos territorios. Ellos enviaron colonos franceses al Nuevo Mundo, con el fin de hacer de estos territorios, su propiedad legítima. En realidad, esta política de colonización francesa fue motivada por razones económicas, más que por la legitimación territorial de los reyes.